# Ministère de l'Industrie (France)
Pour les articles homonymes, voir Bercy.
Le ministère de l’Industrie est le département ministériel du gouvernement français chargé de la politique industrielle de la France, généralement rattaché au ministère de l'Économie et des Finances.
Il siège, avec les autres ministères économiques et financiers, au quartier de Bercy, dans le 12e arrondissement de Paris.
Depuis le 21 septembre 2024, Marc Ferracci est ministre délégué chargé de l'Industrie.

## Historique
Le ministère de l’Industrie a traversé tous les gouvernements de la Cinquième République, le plus souvent associé à un autre portefeuille : « Commerce et Industrie » (1886), « Économie nationale, Commerce et Industrie » (1930), « Développement industriel et Scientifique », « Industrie et Recherche », « Industrie, Commerce et Artisanat » (1974), « Industrie, Commerce extérieur, Aménagement du territoire », « Industrie, Postes et Télécommunications, Commerce extérieur » :
- Dans les gouvernements Georges Pompidou, Maurice Couve de Murville, Raymond Barre (3), Pierre Mauroy (1) et (2), le ministre concerné est chargé exclusivement de l’Industrie.
- 1997-2012 : le gouvernement Lionel Jospin créé le ministère de l'Économie, des Finances et de l’Industrie, reconduit jusqu’en 2012.
- 2012-2014 : le gouvernement Jean-Marc Ayrault consacre un portefeuille à l'Industrie : le ministère du Redressement productif.
- 2014 : ministère de l'Économie, du Redressement productif et du Numérique
- 2014-2016 : ministère de l'Économie, de l'Industrie et du Numérique
- 2016-2017 : secrétariat d'État à l'Industrie
- 2020 : le gouvernement Jean Castex confie à la ministre déléguée Agnès Pannier-Runacher le portefeuille de l'Industrie, rattaché au ministère de l'Économie, des Finances et de la Relance.

## Missions et attributions
En 2012, le ministre du redressement productif prépare et met en œuvre la politique du Gouvernement en matière d’industrie, de petites et moyennes entreprises, de postes et communications électroniques, de services et d'innovation. À ce titre, il participe à la défense et à la promotion de l'emploi dans le secteur industriel et les services. Il exerce la tutelle des établissements des réseaux des chambres de métiers et de l'artisanat et des chambres de commerce et d'industrie. Il exerce les attributions relatives à la création d'entreprises et à la simplification des formalités leur incombant.

## Organisation
Pour mener à bien ses missions, les agents du ministère sont répartis au sein d'un réseau de directions, de directions générales, de services techniques centraux, de services à compétence nationale et de services déconcentrés.
En 2012, conjointement avec le ministre de l'Artisanat, du Commerce et du Tourisme, le ministre du redressement productif a autorité sur la direction générale de la compétitivité, de l'industrie et des services,.
Conjointement avec les autres ministères économiques et financiers (ministre de l'Économie et des Finances, ministre du Commerce extérieur, ministre de la Réforme de l'État, de la Décentralisation et de la Fonction publique et ministre de l'Artisanat, du Commerce et du Tourisme), le ministre du redressement productif a autorité sur :
- le secrétariat général des ministères économiques et financiers.
- la direction des affaires juridiques des ministères économiques et financiers ;
- le haut fonctionnaire de défense et de sécurité ;
- le médiateur des ministères économiques et financiers.
- le Conseil général de l'économie, de l'industrie, de l'énergie et des technologies.

### Écoles
Le ministère dispose d'un réseau d'écoles d'ingénieurs, fédérées par l'Institut Mines-Télécom,  pour accomplir ses missions de formation d'ingénieurs au service de l'industrie.